# Cal Xamà
Cal Xamà és una casa gòtica de Preixana (Urgell) inclosa a l'Inventari del Patrimoni Arquitectònic de Catalunya.

## Descripció

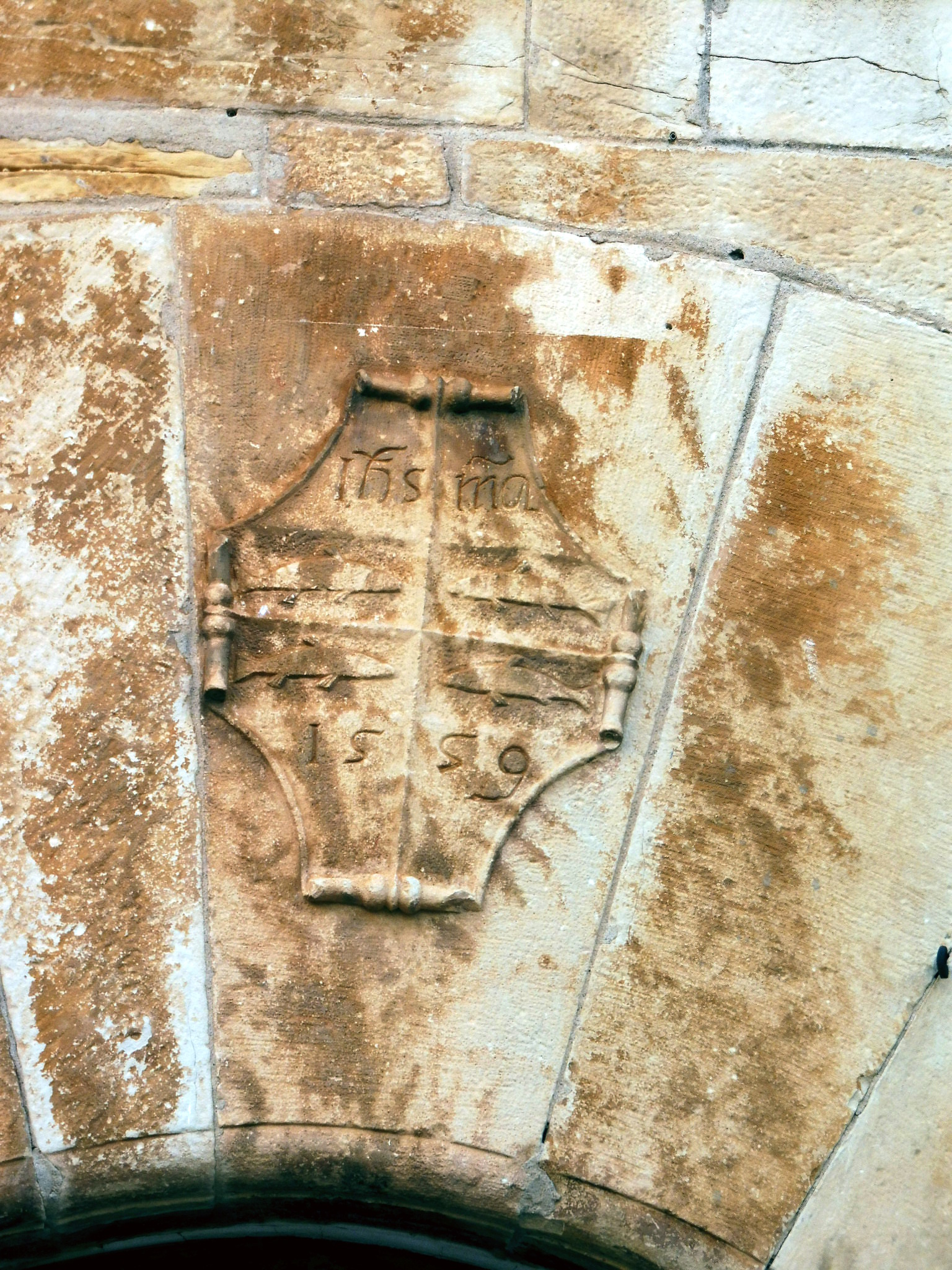
Clau del portal

És una casa de pedra picada amb finestrals d'època plateresca i portalada realitzada mitjançant un arc de mig punt emmarcada per grans dovelles de pedra. A la dovella central es localitza un escut de petites proporcions amb la següent inscripció: "Lor Ma" situat entre quatre peixos aparellats i enfrontats entre ells. Aquestes dues síl·labes porten a pensar que podrien ser l'abreujament del nom del mestre de cases Llorenç Marquès.
Rep el nom de la família a la qual pertanyé inicialment, la família Xammar. Posteriorment va ser comprada pel senyor Florença i després, al 1940, per la família Bernat.